# 維利諾赫魯希夫斯凱
47°57′37″N 35°13′16″E / 47.96028°N 35.22111°E
維利諾赫魯希夫斯凱（烏克蘭語：Вільногрушівське）是位於烏克蘭東南部的村莊，由扎波羅熱州扎波羅熱区的米哈伊利夫卡市鎮負責管轄。該村距離維利諾庫普亞尼夫斯凱2公里，處於第聶伯河畔，始建於1918年，面積0.222平方公里，2001年人口96。